# Papiloa Foliaki
Papiloa Bloomfield Foliaki (* 1935) ist eine tongaische LGBT-Aktivistin und Geschäftsfrau. Sie war von 1978 bis 1981 nach Prinzessin Mele Siuʻilikutapu, die zweite und erste bürgerliche Frau im Parlament des Königreichs (Fale Alea).
Die Sitze wurden damals noch im Prinzip 7-7-7 vergeben. Sieben Parlamentsmitglieder ernannte der König, sieben wählte der Adel aus den eigenen Kreisen, die 1984 33 Personen umfassten, sieben wurden durch das Volk gewählt. Foliaki sah sich sowie, die von 1975 bis 1978 ebenfalls vom Volk gewählte, Mele Siuʻilikutapu, als Wegbereiterinnen für andere Frauen an. Sie empfand sich dort jedoch durch die führenden Männer unwillkommen. Mit ʻOfa ʻOkalani Fusitu’a wurde 1993 die dritte Frau in das Parlament gewählt.
Foliaki gehörte von Ausbildung und Karriere zur sozialen Elite des Inselstaats. Sie hatte mit ihrem Ehemann, einem Arzt, einige Jahre in Australien gelebt und war Krankenschwester. In Tonga leitete sie die Gewerkschaft der Krankenschwestern und führte diese zum ersten Streik des Landes. Später leitete sie als erste Frau ein Unternehmen, das Stadtbusse betrieb und fuhr diese auch selbst. Sie führt auch ihr eigenes Hotel. Zur Erinnerung an ihren verstorbenen Mann und den Bischof Patelisio Punou-Ki-Hihifo Finau gründete sie eine Stiftung, die junge Frauen und Männer beim Einstieg in die Politik fördert.
Papiloa Foliaki unterstützte 1992 die Gründung der Tonga Leitis Association (TLA), die 2021 noch die einzige LGBT-Organisation des Landes ist. Sie wurde auch erste Präsidentin der TLA. In der ältesten Nichtregierungsorganisation (NGO) des Landes, dem späteren Tonga Community Development Trust (TCDT) engagierte sie sich von Anbeginn.